# 炭酸ガスアーク溶接
炭酸ガスアーク溶接（たんさんガスアークようせつ）とは、溶接工法の一種である。

## 概要
シールドガスに二酸化炭素（炭酸ガス）を使うアーク溶接を、炭酸ガスアーク溶接と言う。通常半自動アーク溶接として使われる。一般的には、半自動溶接の一種と考えてよい。炭酸ガスアーク溶接のしくみについては、半自動アーク溶接の項を参照のこと。CO2溶接などと呼ばれることもある。
鉄系材料に使用され、アルミニウムなど、溶接時に二酸化炭素と反応してしまう金属には適用できない。半自動溶接には、他にアルゴンなど不活性ガスを用いるマグ溶接、ミグ溶接があるが、不活性ガスの高価な日本では、半自動溶接の中で、工場の排出ガスを精製した安価な二酸化炭素を用いた「炭酸ガスアーク溶接」が、最も一般的である。
一般に炭酸ガスでアーク溶接を行うと、不活性ガスを使うよりスパッタが多くなり、溶接外観が悪くなる。その一方で、炭酸ガスはアークと化学反応を起こすため、炭酸ガスとアークの間に反発力が発生し、アークが細くなる。そのため、熱エネルギーが集中し溶け込みが深くなると言われており、不活性ガスを使用可能でも、あえて炭酸ガス溶接を用いる場合もある。

## 安全性
二酸化炭素自体にも毒性があり、またアーク放電によって二酸化炭素が化学反応を起こし、一酸化炭素を生じる。一酸化炭素中毒などのガス中毒事故を予防するため、十分な換気を行う必要がある。

## 類似の溶接方法
- ミグ溶接 - シールドガスに不活性ガスのみを使う。
- マグ溶接 - シールドガスに不活性ガスと二酸化炭素を混合して使う。